# Адвекция
Адвекция (от латински: advectio – доставка) в метеорологията е пренос на въздух, заедно с неговите свойства (налягане, температура, влажност и др.) в хоризонтално направление, за разлика от конвекцията, когато преносът на въздуха е във вертикално направление. Много често терминът адвекция характеризира различните свойства на въздуха – вътрешна енергия, типа въздух (топъл, студен), количеството на водните пари в него, посоката на движение, налягането, скоростта на придвижване. Адвекцията на студените и топлите, сухите и влажните въздушни маси играе важна роля в метеорологичните процеси и като цяло – в състоянието на времето. Атмосферните явления, произтичащи в резултат на адвекцията, се наричат адвективни – адвективни мъгли, адвективни мълнии и гръмотевици, адвективни слани и др.